# Petergensfeld
Petergensfeld is een buurtschap van de Belgische gemeente Raeren, gelegen nabij Roetgen.

## Geschiedenis
Reeds in 1555 werd Petersfeld gescheiden van de plaats Roetgen, omdat het aan de Spaanse Nederlanden werd toegewezen, terwijl Roetgen tot het Hertogdom Gulik behoorde, dat onderdeel was van het Heilige Roomse Rijk. Eén der straten heet nog altijd: Spanisch.
Hoewel Petersfeld in 1815 Pruisisch, later Duits, werd, kwam er in 1920 opnieuw een grens tussen Petergensfeld en Roetgen, toen de buurtschap bij België ging behoren.
Bij Petergensfeld bevindt zich de zendmast die uitzendingen voor de Duitstalige Gemeenschap in België verzorgt.

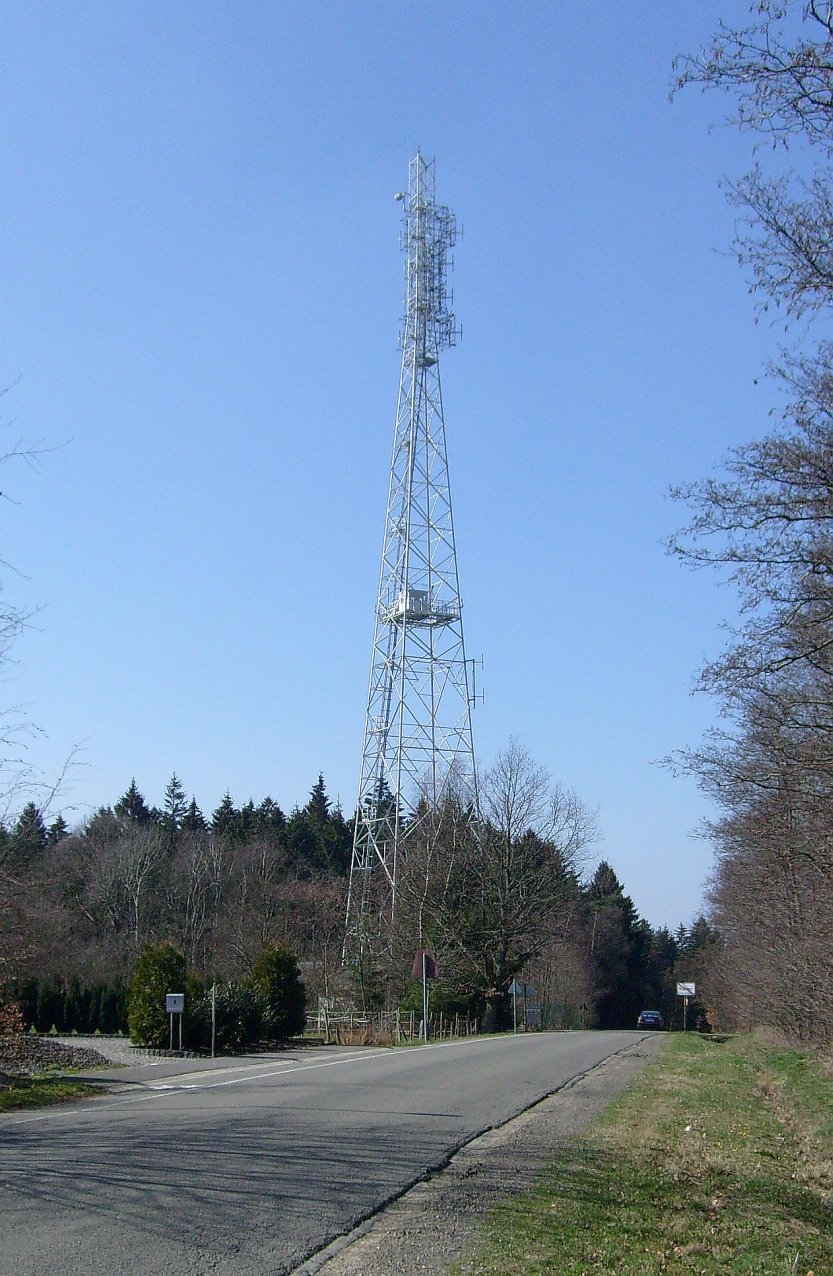
Zendmast

## Geografie
Petergensfeld ligt op een hoogte van ongeveer 440 meter en wordt van de rest van België gescheiden door het uitgestrekte Hertogenwoud. Wel loopt er een weg rechtstreeks naar Raeren. Ten zuiden van Petergensfeld stroomt de Vesder. Ook de voormalige Vennbahn deed Petergensfeld aan.
Deelgemeenten: Eynatten · Hauset · Raeren

Overige kernen: Lichtenbusch · Neudorf  ·   Petergensfeld

Belgische gemeenten · Duitstalige Gemeenschap · Arrondissement Verviers · Luik · Wallonië